# Sidi Yahya Ou Youssef
Sidi Yahya Ou Youssef (en àrab سيدي يحيى أو يوسف, Sīdī Yahyà Ū Yūsuf; en amazic ⵙⵉⴷⵉ ⵢⴰⵃⵢⴰ ⵓ ⵢⵓⵙⴼ) és una comuna rural de la província de Midelt, a la regió de Drâa-Tafilalet, al Marroc. Segons el cens de 2014 tenia una població total de 4.637 persones.